# Pere Camps i Campos
Pere Camps i Campos   (Barcelona, 7 de novembre de 1955) va ser un promotor musical, director del festival de música Barnasants, que fundà el 1996. L'any 2012 va rebre el premi Nacional de Cultura i la Medalla d'Honor de Barcelona.
A més de promotor i programador musical, va ser sindicalista i activista cultural i dels moviments socials. Abans de fer vint anys fou escollit vocal de la branca del metall al sindicat únic franquista, on s'havia infiltrat clandestinament en seguir els dictats del sindicat CCOO, del que havia format part de la direcció.
En l'àmbit de les organitzacions pels drets civils, va ser portaveu de SOS Racisme del 1991 al 1995, des d'on va promoure manifestacions i accions antiracistes i la Festa de la Diversitat. L'any 2003 va encapçalar l'organització del multitudinari Concert contra la guerra de Barcelona dins de les mobilitzacions en contra de la invasió de l'Iraq.
En l'àmbit polític va ser militant de les Joventut Comunista de Catalunya del PSUC, formant part del comitè central del Partit Comunista d’Espanya. Va ser el número 79 de la candidatura d'ICV-EUiA a les eleccions al Parlament de Catalunya de 2012.
Entre d'altres, va participar a l'acte de Primavera Valenciana al Palau de Congressos de València l'any 2013. L'any 2014 va participar en un acte en favor del dret a decidir a les Cotxeres de Sants que reivindicava la república i el dret a decidir-ho tot, tant pel que fa al futur polític de Catalunya com del model d'Estat. Va ser membre de la coordinadora de Catalunya en Comú i tancà la llista de l'Entesa Municipalista i de Progrés per les eleccions municipals del 2015 a Saus, Camallera i Llampaies.

## Algunes cites
"L'any 1996 la cançó d'autor passava pels seus pitjors moments, i més si tenim en compte el paper destacat que tingué, en les dècades dels seixanta i setanta, en la reivindicació de la nostra llengua en particular i la nostra cultura en general, així com en les llibertats. Malgrat aquest context gens favorable, es va organitzar un petit cicle de nou concerts de cançó, que tingué com espai i centre operatiu les Cotxeres de Sants, d'aquí en vingué el nom, Barnasants. El Barnasants Cançó d'Autor doncs, va néixer amb l'objectiu de donar impuls a la cançó d'autor, d'encarnar l'esperit i els valors que representava el moviment de la nova cançó, de fer-la conèixer a les generacions més joves de manera en que constituís un pont de comunicació amb les generacions anteriors i fomentar-ne la transmissió i l'escolta. La cançó d'autor és la paraula musicada, la paraula cantada, és el missatge, és una cançó que convida a pensar, a reflexionar, és una inversió en qualitat, que transcendeix les dècades sense perdre vigència, la cançó d'autor, com el teatre o el cinema d'autor, aposten clarament per la cultura amb lletres grans. I si la cultura, per a qualsevol país, és una inversió estratègica, per nosaltres encara ho ha de ser més."